# Rebel·lió de Kronstadt
La Rebel·lió de Kronstadt va ser un alçament fracassat dels mariners soviètics contra el govern de la primitiva República Socialista Federada Russa. Va ser l'última gran rebel·lió en contra del domini bolxevic La rebel·lió va tenir lloc en les primeres setmanes de març de 1921 a Kronstadt, una fortalesa naval a l'illa Kotlin al Golf de Finlàndia. Tradicionalment, Kronstadt havia servit com a base de la flota bàltica russa i com una via d'abast a 35 milles de Sant Petersburg (posteriorment Petrograd, Leningrad i després de la caiguda de la Unió Soviètica, novament Sant Petersburg, com en l'actualitat) 

## Causes de la rebel·lió
Al final de la Guerra Civil Russa, Rússia estava arruïnada. Les sequeres de 1920 i 1921 i l'espantosa fam durant els últims anys van ser el capítol final del desastre. En els anys posteriors a la Revolució d'Octubre, epidèmies, fams, lluites, execucions, i la crisi general econòmica i social havien acabat amb una mica més de 20 milions de vides. Un altre milió de persones havien deixat Rússia, unint-se a l'exèrcit blanc sota comandament del General Wrangel a través de l'Extrem Orient o d'altres múltiples maneres, per a poder així escapar de les ruïnes de la guerra o de la persecució d'una o més faccions bèl·liques.
Aquesta insostenible situació econòmica va portar amb si aixecaments en el camp (com la Rebel·lió de Tambov) així com vagues i violents malestars a les fabriques. A les àrees urbanes, va sorgir una onada de vagues espontànies, i cap a la fi de febrer Petrograd es trobava a la vora d'una vaga general. Va ser així que el 26 de febrer i en resposta als esdeveniments succeïts en Petrograd, la tripulació dels vaixells Petropavlovsk i Sevastopol van mantenir una trobada d'emergència i van acceptar enviar una delegació a la ciutat per a investigar i informar sobre els moviments vaguístics. Al retorn del delegat, l'endemà passat, aquest va informar a la resta de la tripulació sobre les vagues, amb el total suport dels mariners, i la repressió del govern dirigida contra dels vaguistes. Aquells que van estar presents van decidir aprovar una resolució amb 15 demandes que van ser enviades a Petrograd.

## Demandes
Entre les més importants demandes exigides pels rebels es trobaven la reelecció del soviet, soviets sense bolxevics, el dret de lliure expressió i la total llibertat d'acció. Després de fracassar en la petició de les demandes, i per la recerca de la igualtat de sous per als treballadors i la fi dels bloqueigs de camins per a l'ingrés d'aliments a la ciutat, els mariners de Kronstadt es van alçar en rebel·lió en contra del govern bolxevic el març de 1921.
Aquests mariners i altres rebels van demandar la possibilitat de soviets lliures i la citació d'una assemblea constituent. El govern bolxevic s'hi va oposar i va respondre amb un ultimàtum el 2 de març. Aquest afirmava que la revolta responia a un pla de la intel·ligència francesa i que la resolució del Petropavlovsk va ser presa per un centenar de social-revolucionaris (un partit socialista de certa importància -sobretot en la pagesia- en els dies anteriors a la revolució d'octubre, l'ala dreta del qual s'havia negat a donar suport als bolxevics) i proto-feixistes. Ells també van argumentar que la revolta havia estat organitzada pels oficials extsaristes liderats per l'exgeneral Kozlovsky (qui, irònicament, havia estat col·locat en la fortalesa com un especialista militar per Lev Trotski). Fins i tot un exoficial tsarista, l'extinent coronel Solviakov, va ser nomenat comandant de la fortalesa pels amotinats.
D'acord amb l'historiador anarquista Paul Avrich (autor de "Kronstadt 1921") S. Petritxenko, cap dels rebels, havia intentat unir-se a la guàrdia blanca en l'estiu de 1920, però el van rebutjar per haver estat breument membre del PC. Una altra de les raons que utilitzaven els comunistes per a demostrar que el motí havia estat fruit d'una conspiració contrarevolucionària va ser l'aparició a la premsa de la notícia (a Obschye Dyelo, Le Matin, L'Echo de Paris i New York Times) dues setmanes abans que es produís l'esdeveniment. Aquesta va ser la línia oficial presa pel govern en contra de la revolta.

## Repressió
Els treballadors de Petrograd estaven sota la llei marcial i ni van poder ni van voler oferir massa suport als rebels de Kronstadt. El govern bolxevic va començar el seu atac a Kronstadt el 7 de març. Després de 10 dies de continus atacs, durant els quals moltes unitats de l'Exèrcit Roig van ser forçades a atacar "a punta de pistola" i durant el qual també alguns membres de l'exèrcit es van unir a la rebel·lió, la revolta de Kronstdat va ser exterminada per l'exèrcit, que comptava amb una mica més de 50.000 soldats sota el comandament de Mikhaïl Tukhatxevski. El 17 de març, les forces bolxevics finalment van entrar a la ciutat de Kronstadt després d'haver sofert prop de 10.000 baixes. Encara que no existeixen dades precises sobre els rebels caiguts en acció, els historiadors estimen que milers van ser executats en els dies posteriors i molts més enviats a camps de treball a Sibèria. Un altre gran nombre de rebels van assolir escapar a Finlàndia.
Les unitats de l'exèrcit roig van acabar amb l'alçament, que havia ressonat en sectors populars per la greu situació social que es vivia. En contra d'aquest descontentament, Lenin, qui també va concloure que la revolució mundial no era imminent, va procedir en la primavera del mateix any a reemplaçar el Comunisme de guerra per la Nova Política Econòmica, que acabaria per treure al país de la ruïna.

## Ecos de la rebel·lió
Anys més tard, el novembre de 1975, el descontentament per les aparents contradiccions de la societat soviètica va provocar un motí a bord de la fragata Storozhevoy. Va recordar a la rebel·lió de Kronstadt, amb una tripulació votant unànimement a favor de l'acció i amb almenys la meitat dels seus oficials donant suport al comandant Valeri Sablin, de 30 anys, en la seva revolta contra les autoritats. Es van realitzar infructuosos intents per emetre propaganda i incitar la rebel·lió entre la població civil. No obstant això, la nau va ser assaltada i Sablin finalment executat pels seus actes. Bona part de la tripulació era d'origen lituà.